# Diamesa davisi
Diamesa davisi är en tvåvingeart som beskrevs av Edwards 1933. Diamesa davisi ingår i släktet Diamesa och familjen fjädermyggor. Arten är reproducerande i Sverige. Inga underarter finns listade i Catalogue of Life.